# لابارک کریک (میزوری)
لابارک کریک (به انگلیسی: LaBarque Creek) یک منطقهٔ مسکونی در ایالات متحده آمریکا است که در میزوری واقع شده‌است. لابارک کریک ۱٬۵۵۸ نفر جمعیت دارد و ۱۹۲٫۰۳ متر بالاتر از سطح دریا واقع شده‌است.